# دیزی لوئیس
دیزی لوئیس (انگلیسی: Daisy Lewis؛ زادهٔ ۱۹۸۵ میلادی) بازیگر و تهیه‌کننده فیلم اهل انگلستان است.

## بخشی از فیلمشناسی
از فیلم‌ها یا برنامه‌های تلویزیونی که وی در آن نقش داشته‌است می‌توان به آثار زیر اشاره کرد.
- دانتون ابی
- دکتر هو